# Ribeira da Torre (ribeira em Santo Antão)
Ribeira da Torre é uma ribeira cabo-verdiana, na costa nordeste da ilha de Santo Antão.

## Geografia
A ribeira, uma das mais sinuosas e caudalosas de Santo Antão, Cabo Verde, tem início nos relevos abruptos da Água das Caldeiras, a oeste da Cova do Paul, e corre de sul para norte, desaguando no Oceano Atlântico na Vila da Ribeira Grande, onde junta as águas  da ribeira que dá o nome à Vila.
O nome da Ribeira da Torre poderá estar associado à forma proeminente do Topo de Miranda (Top de M'randa), situado na margem direita a cerca de 2,5 km da foz.
O vale da ribeira é extremamente encaixado. O troço superior, acima da localidade de Xoxô, define um circo abrupto em fase de erosão ativa, designado Rabo Curto. Na parte inferior do curso, correspondente a uma zona essencialmente de enchimento aluvionar, o perfil longitudinal é bastante regular, com um declive médio de cerca de 3% nos últimos 7 km.
As encostas são aproveitadas para a agricultura por meio de socalcos e de um sistema de levadas para a irrigação. Cultiva-se a cana-de-açúcar, a banana, a mandioca, a papaia, a batata-doce, etc.
O vale pode ser percorrido em toda a extensão graças a uma excelente rede de caminhos pedonais e de uma estrada secundária no leito do curso inferior da ribeira.
Desde Fevereiro de 2012, Ribeira da Torre conta com uma estrada alcatroada.  Ela vai desde Povoação ate Xoxo.
A estrada foi feita a fim de ajudar na circulação da população da Ribeira na época das cheias. Mas ainda, infelizmente, na época das aguas as pessoas do outro lado da estrada ficam presas em suas casas pois não conseguem passar para o outro lado da estrada. 